# Charles Claden

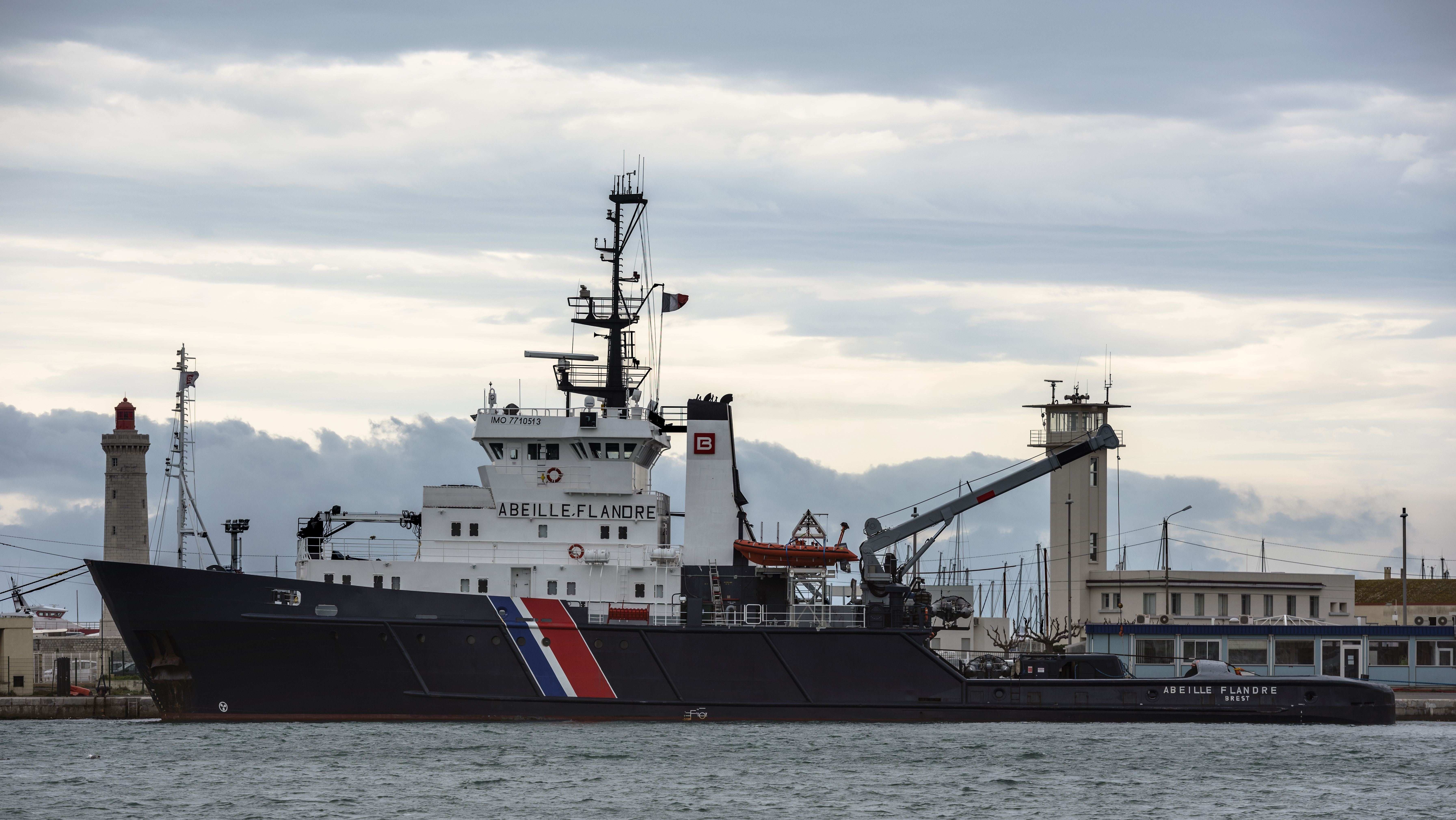
L'Abeille Flandre, ici à Sète en 2016, a été commandé par Charles Claden.

Charles Claden né le 19 mars 1954 à Rabat  au Maroc est un marin français.

## Biographie
Après son baccalauréat, il entre à l'École nationale de la marine marchande, tout en naviguant à l'occasion comme matelot au Club Med. Son diplôme obtenu, il embarque sur des cargos polyvalents, refusant un poste sur un porte-conteneurs.
Devenu second capitaine, il choisit le remorquage de haute mer à Brest. Il devient commandant des remorqueurs de prévention et d'assistance, Abeille Flandre, puis Abeille Bourbon à partir de 2005 ; il a effectué 365 opérations de sauvetage, dont celle de l'Érika en 1999,, l'intervention en 2000 sur le chimiquier Ievoli Sun et l'opération d'échouage du MSC Napoli en 2007.
Fait chevalier de la légion d'honneur en 2001, il prend sa retraite en 2013 après une carrière de 34 années à la compagnie des Abeilles International.

## Distinctions
- Chevalier de la Légion d'honneur
- Chevalier de l'ordre du Mérite maritime
- Médaille d'honneur pour acte de courage et de dévouement, bronze
- Médaille d'honneur pour acte de courage et de dévouement, bronze